# Il Divo
Il Divo (Italiaans voor "mannelijke diva") is een multinationaal zangkwartet dat onder begeleiding van een symfonisch orkest popliedjes zingt in operastijl.

## Geschiedenis

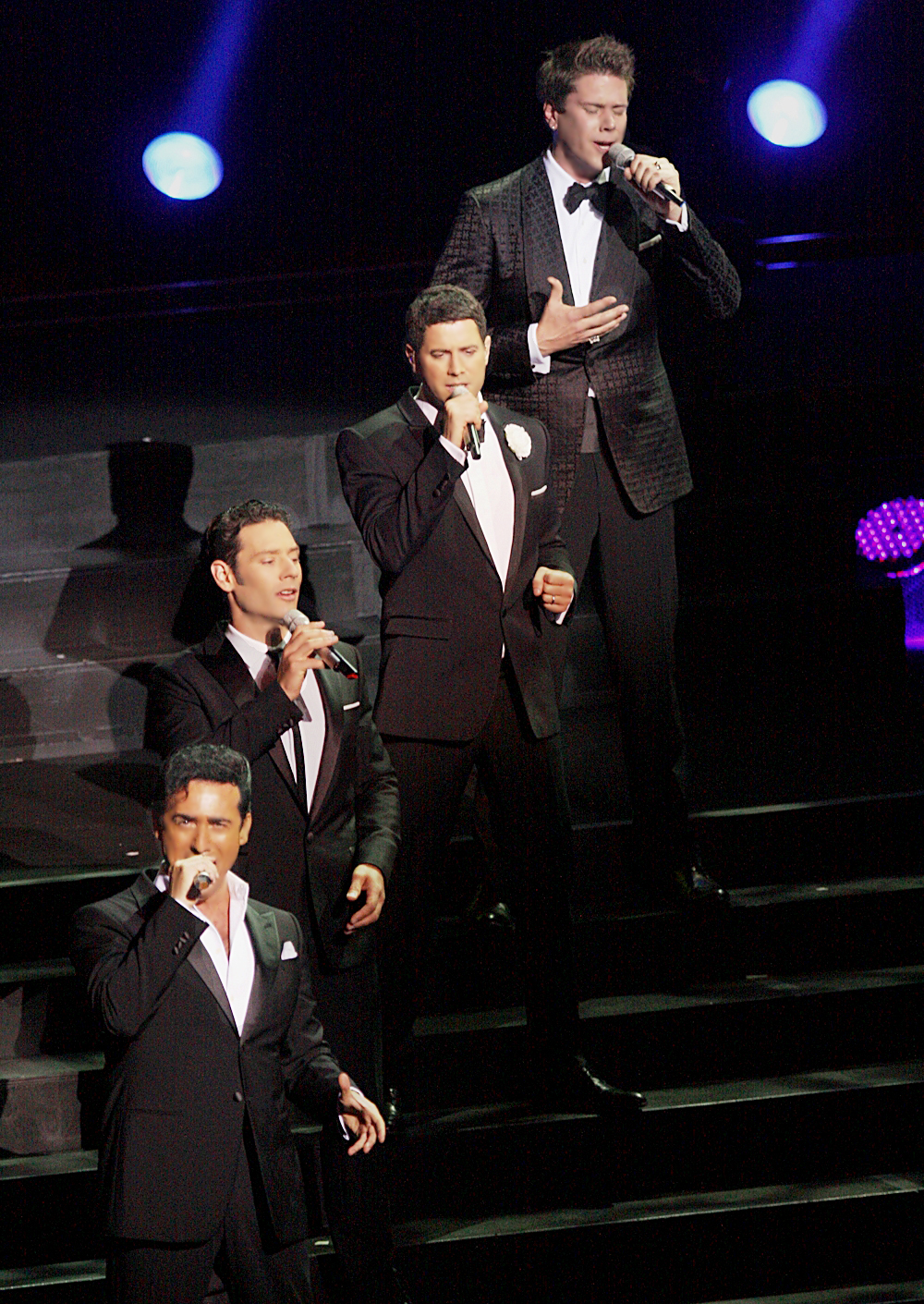
Il Divo tijdens een optreden in het Sydney Opera House (2012)

Het idee voor de oprichting van Il Divo kwam van Simon Cowell, die geïnspireerd was geraakt door De Drie Tenoren en het nummer Con te partirò in de uitvoering van Andrea Bocelli en Sarah Brightman. Cowell was onder de indruk van de lyrische stemmen en de klassieke muziek, en besloot een kwartet bij elkaar te zoeken. Hij begon een wereldwijde zoektocht naar jonge zangers die bereid waren om mee te doen aan dit project. Zijn zoektocht duurde twee jaar; van 2001 tot december 2003. Uiteindelijk werd Il Divo gevormd door vier zangers uit vier verschillende landen: een Zwitser, een Fransman, een Spanjaard en een Amerikaan. De groep zingt meertalig en experimenteert met uiteenlopende muziekstijlen.
Het debuutalbum Il Divo werd in 2004 opgenomen in Zweden en aan het einde van dat jaar in drie landen uitgebracht (Ierland, Noorwegen en het Verenigd Koninkrijk). Het album bleek dermate aan te slaan, dat het later ook elders verscheen. In meerdere landen (waaronder in Nederland) bereikte het de nummer 1-positie en werd het onderscheiden met meervoudig platina. Eind 2005 volgde het tweede album, Ancora, dat eveneens zeer goed verkocht en op de eerste plaats van de Amerikaanse Billboard 200 debuteerde. Samen met Toni Braxton verzorgde Il Divo in 2006 het officiële lied voor het WK voetbal: The time of our lives.
Met de studioalbums Siempre (2006) en The promise (2008) wist Il Divo het wereldwijde succes te prolongeren. Met name in Europa, Noord-Amerika en Australië werden van beide albums miljoenen exemplaren verkocht en trad de groep op voor uitverkochte zalen. Ook de dvd's die werden uitgebracht scoorden goed. In 2009 maakte Il Divo een wereldtournee langs zes continenten. Het kwartet zong tevens tijdens een aantal belangrijke evenementen, waaronder de inauguratie van de Amerikaanse president Barack Obama (2009), het diamanten regeerjubileum van de Britse koningin Elizabeth II (2012) en de slotceremonie van de Olympische Zomerspelen in Londen (2012).
Het vijfde officiële studioalbum Wicked game verscheen in november 2011, een jaar later gevolgd door een verzamelalbum. In de jaren die volgden stond Il Divo minder prominent in de schijnwerpers en nam het commerciële succes enigszins af. De albums A musical affair (2013), Amor & pasión (2015) en Timeless (2018) bleven qua verkoopcijfers achter bij hun voorgangers. De groep bleef wel actief optreden en behield hiermee in grote delen van de wereld haar populariteit.

## Leden
- David Miller (tenor)
- Urs Bühler (tenor)

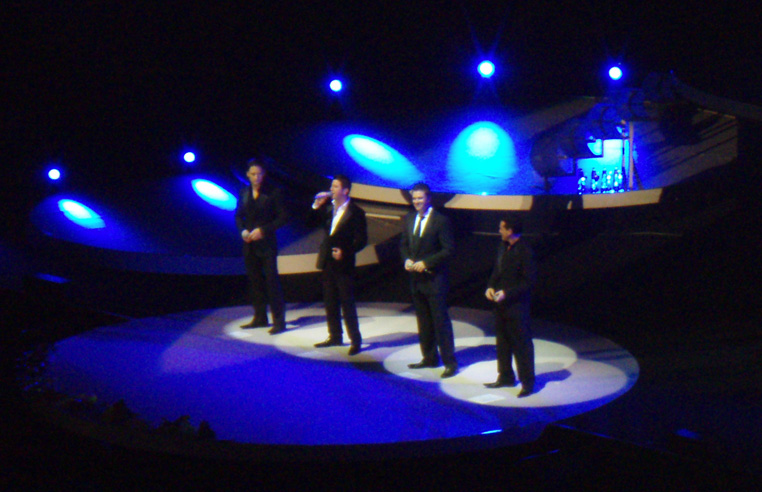
Il Divo in Ahoy Rotterdam op 2 juli 2007

- Sébastien Izambard (popzanger)
- Steven Labrie (bariton)
- Carlos Marín (bariton)

Carlos Marín overleed in december 2021 op 53-jarige leeftijd aan de gevolgen van COVID-19.
Op 17 augustus 2023 maakte Il Divo bekend dat Steven Labrie het nieuwe lid van de band is. Steven tourde na het overlijden van Carlos Marín al met de band ter vervanging van de overleden zanger.

## Discografie

### Albums
| Album met eventuele hitnotering(en) in de Nederlandse Album Top 100 | Datum van verschijnen | Datum van binnenkomst | Hoogste positie | Aantal weken | Opmerkingen      |
| ------------------------------------------------------------------- | --------------------- | --------------------- | --------------- | ------------ | ---------------- |
| Il Divo                                                             | 01-11-2004            | 28-05-2005            | 1 (4wk)         | 24           | 2x Platina       |
| Ancora                                                              | 04-11-2005            | 12-11-2005            | 2               | 37           |                  |
| Siempre                                                             | 21-11-2006            | 02-12-2006            | 1 (2wk)         | 24           | 2x Platina       |
| The Christmas collection                                            | 01-12-2006            | 09-12-2006            | 4               | 20           |                  |
| The promise                                                         | 07-11-2008            | 15-11-2008            | 1 (1wk)         | 28           | Platina          |
| An evening with Il Divo - Live in Barcelona                         | 27-11-2009            | 05-12-2009            | 9               | 14           | Livealbum / Goud |
| Wicked game                                                         | 04-11-2011            | 26-11-2011            | 2               | 28           | Platina          |
| The greatest hits                                                   | 23-11-2012            | 01-12-2012            | 5               | 23           | Verzamelalbum    |
| A musical affair                                                    | 01-11-2013            | 09-11-2013            | 6               | 19           |                  |
| A musical affair - Live in Japan                                    | 14-11-2014            | 29-11-2014            | 55              | 1            | Livealbum        |
| Amor & pasión                                                       | 27-11-2015            | 05-12-2015            | 6               | 9            |                  |
| Timeless                                                            | 10-08-2018            | 18-08-2018            | 17              | 1            |                  |

| Album met hitnotering(en) in de Vlaamse Ultratop 200 albums | Datum van verschijnen | Datum van binnenkomst | Hoogste positie | Aantal weken | Opmerkingen   |
| ----------------------------------------------------------- | --------------------- | --------------------- | --------------- | ------------ | ------------- |
| Il Divo                                                     | 2004                  | 04-06-2005            | 3               | 23           | 2x Platina    |
| Ancora                                                      | 2005                  | 12-11-2005            | 2               | 44           | 2x Platina    |
| Siempre                                                     | 2006                  | 02-12-2006            | 2               | 31           | Platina       |
| The Christmas collection                                    | 2005                  | 16-12-2006            | 49              | 6            |               |
| The promise                                                 | 2008                  | 15-11-2008            | 1 (1wk)         | 31           | Goud          |
| An evening with Il Divo - Live in Barcelona                 | 2009                  | 05-12-2009            | 16              | 14           | Livealbum     |
| Wicked game                                                 | 2011                  | 03-12-2011            | 3               | 34           |               |
| The greatest hits                                           | 2012                  | 01-12-2012            | 3               | 42           | Verzamelalbum |
| A musical affair                                            | 2013                  | 09-11-2013            | 11              | 24           |               |
| A musical affair - Live in Japan                            | 2014                  | 22-11-2014            | 57              | 12           | Livealbum     |
| Amor & pasión                                               | 2015                  | 05-12-2015            | 13              | 23           |               |
| Timeless                                                    | 2018                  | 18-08-2018            | 5               | 19           |               |

### Dvd's
| Dvd's met hitnoteringen in de Nederlandse Music Top 30 | Datum van verschijnen | Datum van binnenkomst | Hoogst positie | Aantal weken | Opmerkingen |
| ------------------------------------------------------ | --------------------- | --------------------- | -------------- | ------------ | ----------- |
| Encore                                                 | 2005                  | 17-12-2005            | 3              | 13           |             |
| Live at the Greek theatre                              | 2006                  | 16-12-2006            | 2              | 45           |             |
| At the Coliseum                                        | 2008                  | 06-12-2008            | 5              | 22           |             |
| Live in London                                         | 2011                  | 03-12-2011            | 6              | 39           |             |